# Natalus lanatus
Natalus lanatus е вид бозайник от семейство Natalidae.

## Разпространение
Видът е разпространен в Мексико.